# Hoppípolla
Hoppípolla (IPA [ˈhophpiːˌpotla])ˌè un singolo del gruppo musicale islandese Sigur Rós, pubblicato il 28 novembre 2005 come primo estratto dal quarto album in studio Takk....

## Descrizione
Terza traccia dell'album, il brano presenta alcune parti cantate in Vonlenska, lingua creata dal gruppo. Il singolo contiene due tracce dall'album Takk... più la registrazione in studio di Hafsól, brano tratto dal primo album Von del 1997.

## Promozione
Il brano è stato impiegato nella serie televisiva Planet Earth della BBC nel 2006, che portò l'attenzione del gruppo a un pubblico più ampio. In conseguenza di ciò le vendite del singolo aumentarono vertiginosamente e nel 2006 venne ripubblicato sotto forma di 7" per il mercato britannico; tale versione venne nominata Jungalist Single della settimana il 1º maggio 2006.
Hoppípolla venne suonata nei titoli di coda dalla BBC nella finale dalla FA Cup del 2006, ma anche la BBC News la utilizzò per promuovere la loro fascia d'ascolto per la Coppa del Mondo, Germania 2006. Ed ancora la BBC la suonò come tema di background per uno stimolante montaggio dei giochi Inglesi, durante la Coppa del Mondo e come trailer per la pubblicità per quelli futuri.
Il brano viene spesso utilizzato negli spot delle trasmissioni sportive, specialmente dall'emittente che ha contribuito a farla conoscere al grande pubblico: la BBC. Uno degli esempi di maggior rilievo è il tennis: da quando la canzone fu usata come sottofondo del commovente video di celebrazione del trionfo a Wimbledon di Roger Federer (nel 2009, quando il campionissimo svizzero si portò in vetta per numero di titoli Slam, ben 15), la canzone ricorre molto spesso nei numerosi tributi e video di ringraziamento dedicati all'elvetico. Sempre nell'ambito sportivo, fu usata da Sky Sport per il montaggio all'intervista al manager del F.C. Copenhagen, Ståle Solbakken, prima che la sua squadra affrontasse il Manchester United nella Champions League, il 1º novembre 2006.
Nel 2005 il brano è stato utilizzato anche per il promo dell'emittente musicale italiana FLUX e come stacco musicale all'interno del Festival di Sanremo 2010, sebbene inizialmente il direttore d'orchestra che la suonava l'avesse spacciata per una propria composizione. Hoppípolla venne impiegata anche nel trailer del film I figli degli uomini di Alfonso Cuarón, nel film Penelope con Christina Ricci e nei trailer dei film Earth e La mia vita è uno zoo.

## Video musicale
Il video, diretto da Arni & Kinski nel novembre 2005, ritrae la storia di due gruppi di amici ormai già molto anziani, che non hanno intenzione di rinnegare il loro spirito fanciullesco, spigliatamente infantile. Infatti, scorrazzano allegramente per la città combinando piccole marachelle alle altre persone del luogo, interpretate dai 4 componenti della band. Durante il climax del videoclip i due gruppi si incontrano in un cimitero simile ad un parco e incominciano a giocare al gioco della guerra, armati di gavettoni e spade di legno, finché un vecchietto di uno dei due gruppi non si fa male (il suo naso sanguina). Gli avversari scappano impauriti, mentre gli altri celebrano la loro agognata vittoria. Proprio come un innocente gruppo di bambini, il cui unico intento nelle proprie spensierate giornate di svago, è divertirsi.

## Tracce
CD (Europa), 12" (Europa)
1. Hoppípolla – 4:36
2. Með blóðnasir – 2:24
3. Hafsól – 9:47

7" (Regno Unito)
- Lato A

1. Hoppípolla – 4:38

- Lato B

1. Heysátan – 4:09

Download digitale
1. Hoppípolla (Planet Earth II Mix) – 4:31

## Formazione
- Jón Þór Birgisson – voce, chitarra, tastiera
- Georg Hólm – basso, xilofono
- Kjartan Sveinsson – pianoforte, tastiera, chitarra, flauto traverso
- Orri Páll Dýrason – batteria, tastiera

## Cover
Nel 2009 l'artista britannico Chicane realizzò un remix in chiave progressive house di Hoppipolla intitolato Poppiholla. Gli We Are Scientists, invece, ne hanno fatto una cover nel loro b-side Crap Attack.